# Erwin Müller (Politiker, 1906)
Erwin Müller (* 18. März 1906 in Duisburg; † 27. Februar 1968 in Habkirchen) war ein deutscher Politiker (Zentrum, CVP, SVP).

## Leben
Müller verbrachte die ersten Jahre seines Lebens in Duisburg, wo er auch die Volksschule besuchte. 1920 zog seine Familie nach Saarbrücken. Am Ludwigsgymnasium legte er 1924 die Reifeprüfung ab und studierte anschließend Rechtswissenschaften in Frankfurt, Berlin und Göttingen. Er war seit 1924 Mitglied der katholischen Studentenverbindung K.D.St.V. Badenia (Straßburg) Frankfurt am Main. Die juristischen Staatsexamen legte Müller 1929 und 1933 ab. Danach war er als Richter am Amtsgericht Saarbrücken und ab 1934 als Rechtsanwalt tätig. Während des Zweiten Weltkriegs kämpfte er in Skandinavien und geriet im März 1945 in Gefangenschaft, aus der er Ende 1945 wieder entlassen wurde.
Vor der Wiedereingliederung des Saargebietes ins Deutsche Reich (1935) war Müller Mitglied der Zentrumspartei und saarländischen Deutschen Front. Nach dem Krieg betätigte er sich kommunalpolitisch in Saarbrücken und war ab 1946 Vorsitzender und Justizdirektor der Verwaltungskommission des Saarlandes. Für die CVP gehörte Müller 1947 der Verfassungskommission des Saarlandes und der Gesetzgebenden Versammlung des Saarlandes an und war in den ersten beiden Legislaturperioden Mitglied des Landtags des Saarlandes (1947–1955), wo er bis 1950 auch den Fraktionsvorsitz innehatte. Im Kabinett Hoffmann II übernahm er 1951/52 das Amt des Justizministers, im Kabinett Hoffmann III war er von 1952 bis 1954 Minister für Finanzen und Forsten sowie stellvertretender Ministerpräsident. In den Jahren 1954/55 war Müller erneut saarländischer Justizminister im Kabinett Hoffmann IV. Daneben wurde er für das damals autonome Saarland in den Europarat (1950–1955) sowie in die EGKS (1952–1955) entsandt. Außerdem war er von 1950 bis 1957 Vorsitzender des Nationalen Olympischen Komitees des Saarlandes.
Nach der Ablehnung des Europäischen Saarstatuts im Jahr 1955 übernahm Müller vorübergehend keine politischen Ämter, bis er 1960 für die SVP erneut ins saarländische Parlament gewählt wurde. Dort war er von 1960 bis 1965 Vorsitzender der SVP-Fraktion. Als einer von nur noch zwei Abgeordneten der SVP auch 1965 in den Landtag gewählt, verließ er nach innerparteilichen Streitigkeiten bereits einen Monat nach der Wahl die Partei und trat am 4. Oktober 1965 der CDU-Fraktion bei. Er blieb bis zu seinem Tod 1968 Landtagsabgeordneter.